# Еохайд мак Ейрк
Еохайд мак Ейрк – (ірл. - Eochaid mac Eirc) - верховний король Ірландії з племені Фір Болг. Час правління (згідно середньовічної ірландської історичної традиції): 1487 — 1477 до н. е. (згідно «Історії Ірландії» Джеффрі Кітінга) або 1907 — 1897 до н. е. згідно хроніки Чотирьох Майстрів. Персонаж ірландської міфології. Прийшов до влади вбивши свого попередника - Фодбгена мак Сенганна. Син Ерка, онук Ріннала. Був першим королем в історії Ірландії, що створив закони і систему правосуддя. Ввійшов в історію як справедливий король. Згідно легенд в часи його правління не падав дощ, а лише роса, був щороку високий урожай. 
Його дружиною була Тея Тефі (ірл. - Teia Tephi). Еохайд мак Ейрк назвав свою столицю Тайлтіу (ірл. – Tailtiu) – вона була розташована біля сучасного Телтауна, графство Міт. Щороку в серпні Еохпайд влаштовував свято для народу Ірландії. Правив протягом десяти років, аж доки в Ірландію не прийшло Плем’я Богині Дану (Туата Де Дананн) (ірл. - Tuatha Dé Danann) і він зазнав поразку в битві в долині Маг Туйред (ірл. - Magh Tuiredh). Згідно легенди під час битви Еохайда мак Ейрка почала мучити спрага, він почав шукати воду, але друїди Племені Богині Дану своїми чарами заховали всі джерела. Еохайд втратив силу і був вбитий Морріганою (ірл. – Morrigan).